# Marco von Münchhausen
Marco Freiherr von Münchhausen (* 1956 in Altenburg) ist ein deutscher Jurist und Sachbuchautor.

## Leben
Marco von Münchhausen studierte Rechtswissenschaften, Psychologie und Kommunikationswissenschaften in München, Genf und Florenz. Nach den juristischen Staatsexamina promovierte er am Max-Planck-Institut in München und arbeitete als Rechtsanwalt und Repetitor. Er gründete und leitete ein bundesweit tätiges juristisches Repetitorium und verlegt selbst konzipierte Skripten, Karteikarten sowie weiteres Lernmaterial.
Darüber hinaus ist Münchhausen als Autor vieler Veröffentlichungen zu psychologischen Themen bekannt geworden. Er ist auch als Referent und Persönlichkeitscoach tätig und hält Vorträge sowie Seminare über Work-Life-Balance, Selbstmotivation, Stress- und Selbstmanagement. Nach und nach verlagerte Münchhausen seine Tätigkeit immer mehr in die Psychologie und weiter weg vom Juristischen.
Sein in der Öffentlichkeit bekanntestes Buch trägt den Titel „So zähmen Sie Ihren inneren Schweinehund! Vom ärgsten Feind zum besten Freund“. 

## Veröffentlichungen (Auswahl)
- Die sieben Lügenmärchen von der Arbeit – und was Sie im Job wirklich erfolgreich macht. Campus, Frankfurt/New York 2010, ISBN 978-3-593-38787-1.
- Der Verlagsvertrag im italienischen Recht. Urheberrechtliche Grundlagen. Verlagswesen und das Recht des Verlagsvertrages aus der Sicht des deutschen Rechts, München 1987, VVF, ISBN 3-88259-543-4
- mit Ingo P. Püschel: Lernprofi Jura. Wie Sie Jura richtig lernen. Lerntechnik, Klausurtechnik, Hausarbeitstechnik, Lernmotivation, Examensmanagement. Verl. für juristische Didaktik, München 2002, ISBN 3-934433-80-4.
- So zähmen Sie Ihren inneren Schweinehund! Vom ärgsten Feind zum besten Freund. Frankfurt/New York 2007, (1. Aufl. 2002) Campus, ISBN 978-3-593-38307-1
- Die NLP-Kartei. mit Waltraud Trageser, Junfermann Verlag, Paderborn, 2000, ISBN 3-87387-452-0
- Die NLP-Kartei, Übungs-Set. mit Waltraud Trageser, Junfermann Verlag, Paderborn, 2003, ISBN 3-87387-556-X.
- Die Metaphern-Kartei. mit Waltraud Trageser, Junfermann Verlag, Paderborn, 2004, ISBN 3-87387-585-3.